# Parque nacional Unzen-Amakusa

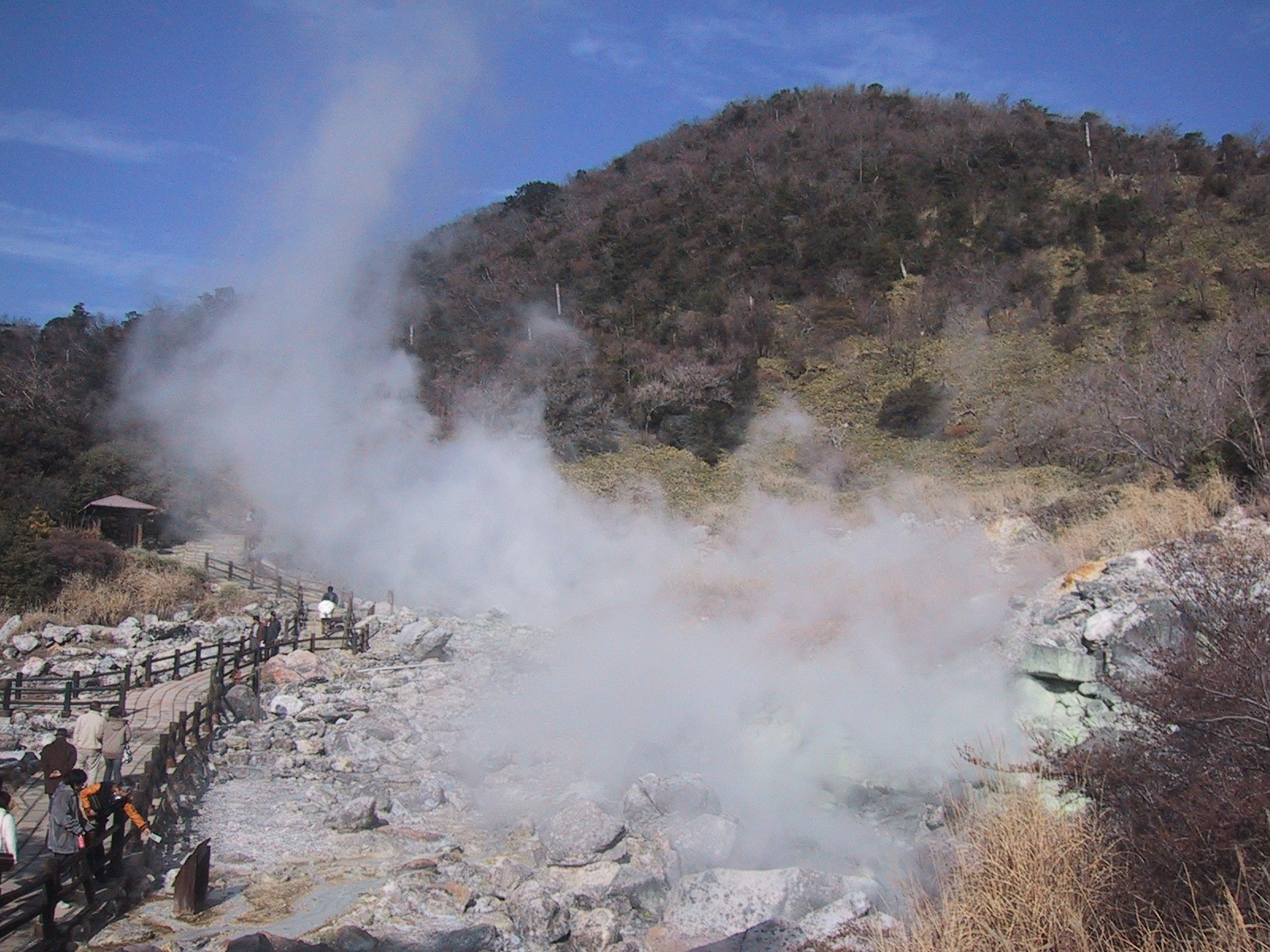
Vista del parque nacional

El parque nacional Unzen-Amakusa (en japonés: 雲仙天草国立公園 Unzen-Amakusa Kokuritsu Kōen) es un parque nacional de Japón establecido en 1934 en las prefecturas de Nagasaki, Kumamoto y de Kagoshima. El parque recibe su nombre del  Monte Unzen, un volcán activo, y las islas Amakusa. El área está estrechamente ligada a la historia temprana del cristianismo en Japón.
El parque fue establecido como parque nacional de Unzen en 1934 y, tras la ampliación, en 1956 cambió su nombre a parque nacional Unzen-Amakusa.